# Astèrix a Bretanya (pel·lícula)
Astèrix a Bretanya (títol original: Astérix chez les Bretons) és una pel·lícula francesa d'animació estrenada el 1986, és la cinquena pel·lícula d'Astérix, i l'última de Dargaud Films. Es basa en l'àlbum del mateix nom. El tema musical The Lookout is Out va ser interpretat pel grup Cook da Books basant-se en el tema de la pel·lícula anterior (Astérix est là), però amb un tempo més lent, tocat amb guitarres acústiques i noves lletres en anglès.
Ha estat doblada al català

## Argument
Juli César llança una gran expedició per conquistar la Bretanya, cosa que aconsegueix fàcilment i en poc temps, ja que els bretons es neguen a combatre a partir de les cinc de la tarda (l'hora de l'aigua calenta; actualment del té) i durant els caps de setmana. Només un petit llogaret es resisteix a sotmetre's a la dominació de l'Imperi Romà. El seu cap, Zebigbos, decideix enviar al seu compatriota Buentorax a Armórica, al llogaret del seu cosí gal Astérix, que ha aconseguit resistir als invasors romans. Precisament, Astérix però sobretot Obèlix tenien una gran nostàlgia, ja que feia temps que no tenien romans amb els quals barallar-se, perquè havien marxat tots a combatre a la Bretanya. Una vegada informats de la situació, decideixen partir a l'illa, portant amb ells un barril de poció màgica que els ha preparat el druida Panoramix, per ajudar el llogaret bretó a lluitar contra els romans.

## Diferències amb l'àlbum
La pel·lícula conté molts canvis respecte a la història original de l'àlbum:
- Obèlix confia al seu gos Ideafix a Panoràmix en l'àlbum original, mentre que en la pel·lícula acompanya als herois en el seu viatge a Bretanya, i s'inclou un subargument en el qual segueix al lladre del barril fins a casa seva.
- El rol de César en la pel·lícula s'amplia, se li afegeixen escenes, mentre que en l'àlbum només fa un cameo.
- Astérix i Obèlix es troben amb els pirates en el seu camí a Bretanya, cosa que no té lloc en l'àlbum.
- Alguns personatges tenen noms i dissenys diferents, com els centurions romans. En l'àlbum original, l'alberg La gal·la àmfora és regentat per un bretó anomenat Relax, mentre que en la pel·lícula el propietari de l'alberg és un gal (de Massilia), Olive Escartefix, més conegut com a Gaulix. Els seus dissenys són molt diferents.
- En la pel·lícula apareix el personatge del general Motus com a comandant a Bretanya, personatge que no apareix en l'àlbum, on hi ha un governador en el seu lloc. L'atac final al llogaret bretó és comandat per un centurió en l'àlbum original, en lloc de pel general Motus.
- En la pel·lícula Astérix no rep el te de Panoràmix, sinó d'uns fenicis als quals Obèlix salva dels pirates.
- La cerca del barril de poció robat és més curta en la pel·lícula que en l'àlbum.
- Stonehenge fa una aparició en la pel·lícula.
- En l'àlbum, Astérix descobreix que el barril va ser venut a l'equip de rugbi preguntant a l'amo de l'alberg esmentat pel lladre, mentre que en la pel·lícula l'equip de rugbi era el primer que apareixia en la llista del lladre.
- En l'àlbum, l'uniforme de l'equip de rugbi de Camulodunum és a ratlles blanques i blaves, idèntic a l'uniforme actual del Colchester FC (Colchester és el nom actual de Camulodunum). En la pel·lícula els uniformes no porten ratlles.[3]
- En la pel·lícula, en el viatge de tornada el capità pirata enfonsa el seu propi vaixell (com passa en l'àlbum Astèrix i Cleopatra), mentre que en l'àlbum estrella el vaixell a la platja en fugir dels gals.